# Jagjit Singh
Jagjit Singh, né Jagmohan Singh Dhiman le 8 février 1941 à Sri Ganganagar et mort le 10 octobre 2011 à Bombay, est un compositeur, chanteur et musicien indien.

## Biographie
Jagmohan Singh naît le 8 février 1941 à Sri Ganganagar, dans une famille pauvre. Son père, Sardar Amar Singh Dhiman, originaire de Ropar au Pendjab, est géomètre au département des travaux publics et souhaite qu'il suive ses traces ou, à défaut, qu'il devienne fonctionnaire.
Jagjit Singh part très jeune tenter sa chance à Bombay. Il accède à la notoriété avec l’album The unforgettables en 1976, puis, forme avec sa femme Chitra, un duo aux nombreux succès.
Surnommé « Le roi du ghazal », il est le premier grand chanteur de ghazal indien dans un genre dominé par les chanteurs pakistanais.
Jagjit Singh enregistre plus de 50 albums, dont beaucoup connaissent un grand succès commercial. Il compose des bandes originales de film de Bollywood et se produit en concert.
En 2003 il est décoré de la Padma Bhushan.
Atteint d'une hémorragie cérébrale, Jagjit Singh est hospitalisé et opéré fin septembre 2011 à l’hôpital Lilavati de Bombay. Il meurt le 10 octobre 2011 dans cette ville.